# Ґао Цзісін
Ґао Цзісін (кит.: 高季興; піньїнь: Gāo Jìxīng; 858 — 28 січня 929) — засновник і перший правитель Цзінані періоду п'яти династій і десяти держав.

## Життєпис
За володарювання династій Тан і Пізньої Лян Ґао Цзісін був цзєдуши однієї з провінцій. Після падіння Пізньої Лян створив власну державу — Цзінань, що стала васалом Пізньої Тан.
Помер на початку 929 року. Трон після цього успадкував його син Ґао Цунхуей.